# WWE WrestleMania XIX
Cet article concerne le jeu vidéo sur Nintendo GameCube. Pour l'événement du même nom, voir WrestleMania XIX.
WWE WrestleMania XIX est un jeu vidéo commercialisé sur console Nintendo GameCube et distribué par THQ durant fin 2003. Il est le deuxième des quatre jeux vidéo à être commercialisé sur console. Au total, quarante personnages jouables sont disponibles.

## Revenge Mode
Dans le Revenge Mode, le joueur peut sélectionner n'importe quelle superstar (à l'exception de Stephanie et Vince McMahon) ou un superstar créé dans le jeu. L'histoire débute lorsque le joueur accède à l'arène entouré de gardes de sécurité.Plus tard, le joueur rencontre Stephanie McMahon. Stephanie remarque que le joueur veut se venger de Vince McMahon pour l'avoir viré, ainsi le joueur et Stephanie imaginent un plan - ruiner le pay-per-view de Mr. McMahon - WrestleMania. Pour ce faire, Stephanie envoie le joueur dans de différents lieux et doit attaquer chaque personnage à tel ou tel endroit, détruire le matériel de la WWE, les voitures stationnées dans le parking et ainsi de suite. Le joueur a également la possibilité de tuer des gardes et le personnel de la WWE qui attaquent à l'aide de prises de catch.

## Arènes
Les arènes incluent Raw, SmackDown!, SummerSlam (2002), Royal Rumble (2003) et WrestleMania XIX.